# Липце-Реймонтовске (гмина)
Гмина Липце-Реймонтовске (пол. Gmina Lipce Reymontowskie)  —  сельская гмина (волость) в Польше, входит как административная единица в Скерневицкий повет,  Лодзинское воеводство. Население — 3359 человек (на 2004 год).

## Сельские округа
1. Хлебув
2. Джевце
3. Липце-Реымонтовске
4. Мшадля
5. Ретнёвец
6. Сициска
7. Воля-Джевецка
8. Вулька-Кросновска
9. Вулька-Подлесе

## Соседние гмины
1. Гмина Дмосин
2. Гмина Годзянув
3. Гмина Лышковице
4. Гмина Макув
5. Гмина Рогув
6. Гмина Слупя